# Scolopendra canidens
Scolopendra canidens (лат.) — вид губоногих многоножек (Chilopoda) из рода сколопендр (Scolopendra). Основным ареалом является южная Европа, северо-восточная Африка и Юго-Западная Азия — страны, где на побережье есть леса и кустарниковые заросли.
Взрослые особи могут достигать до 8 см в длину. Усики состоят из 18-23 частей. Отличительной чертой является окраска: голова обладает тёмными тонами, тогда как туловищные сегменты и ноги бледно-жёлтого, бледно-зелёного цвета. Характерной особенностью вида является наличие тёмных симметричных пятен в конце каждого сегмента.